# Predrag Miloš
Predrag Miloš (Zadar, 13. svibnja 1955. ), hrvatski plivač. Natjecao se za Jugoslaviju.
Natjecao se na Olimpijskim igrama 1972. Nastupio je u prednatjecanju na 100 i 200 metara, leđnim stilom. Na OI 1976. nastupio je u prednatjecanju u istim disciplinama.
Na Mediteranskim igrama 1971. osvojio je bronačne medalje na 100 metara leđno i na 4 x 100 metara, mješovito. Na MI 1975. osvojio je srebrne medalje na 100 i 200 metara leđno te broncu u štafeti 4 x 100 metara slobodnim stilom.
Bio je član zagrebačke Mladosti i beogradske Crvene zvezde.
Brat mu je Nenad Miloš, plivač i osvajač medalja na Mediteranskim igrama.